# 22
22 (XXII) a fost un an obișnuit al calendarului iulian, care a început într-o zi de sâmbătă.